# C.E. Rotwitt
Carl Eduard Rotwitt (født 2. marts 1812 i Hillerød, død 8. februar 1860 i København) var en dansk jurist og politiker, der var Danmarks 7. konseilspræsident (statsminister) fra 1859 til 1860.
Rotwitt valgtes allerede til Folketinget i 1849 og i 1853 til dets formand, hvilket han var til 1859. Han var konseilspræsident og justitsminister 1859-1860 i spidsen for Ministeriet Rotwitt. Han døde som regeringsleder kun 47 år gammel.

## Embedskarriere
Rotwitt blev født 2. marts 1812 – samme år som hans to nærmeste forgængere, C.C.G. Andræ og C.C. Hall – i Hillerød og var søn af konsumtionsskriver Otto Johan Rotwitt (1766-1836) og Marie Elisabeth f. Broch. Han blev 1828 student fra Frederiksborg Skole og tog 1833 samt på ny 1834 juridisk eksamen. Allerede 1836 blev han prokurator i Thisted, 1841 landvæsens- og tiendekommissær sammesteds og i slutningen af 1842 højesteretsadvokat (foretrukket for Orla Lehmann).

## Politiker
Han tog ingen del i den politiske kamp før 1848, men var i august 1848 medlem af bestyrelsen for Hippodrommøderne og opstilledes som det demokratiske partis kandidat ved valget i Thisted til den grundlovgivende Rigsforsamling, dog uden held. Derimod valgtes han 1849 til Folketinget i Frederiksborg Amts 5. Kreds og genvalgtes her indtil sin død, som oftest ved kåring. Han sluttede sig vel til Bondevennernes Selskab og udtalte allerede 1850, hvor ønskeligt det ville være snart at få en lov om fæstevæsenets afløsning, men han var ingen udpræget partimand og stemte i reglen imod partiets yderliggående forslag; dog stemte han for Frølunds forslag om at nægte de første digtergager og imod bevillingen til den første bondehøjskole. Han tog kun sjældent ordet, men blev tidlig medlem af vigtige udvalg, 1850 om udjævning af hartkornsforskellen og om pensionsloven, 1850-51 af Finansudvalget (på ny 1852-53) og af udvalget om toldgrænsens forlæggelse (var dets formand), 1851-52 om den ny kommunalordning og 1852-53 af den forenede Rigsdags 25 mands udvalg om arvefølgen. 1852 var han Bondevennernes kandidat til formandspladsen i Folketinget og blev i juni 1853 J.N. Madvigs efterfølger i dette hverv, som han i mere end seks år røgtede med stor dygtighed og sikkerhed, hvorfor hans genvalg ingensinde mødte modstand. Han hævdede i oktober 1854 med kraft tingets værdighed og Grundlovens uindskrænkede gyldighed over for ministeriet Ørsted, men ville dog ikke være med til at overbringe tingets mistillidsadresse til kongen. Efter evne støttede han det følgende ministerium i Fællesforfatningens gennemførelse 1855, ligesom han 1858 fastholdt dens usvækkede lovlighed over for J.A. Hansen og hans meningsfælle. 1856 valgtes han i Folketinget – dog ikke af bondevenner – til medlem af Rigsrådet, men indtog her en meget tilbagetrukken stilling; han stemte 1858 for Københavns Søbefæstning.

### Konseilspræsident
Imidlertid var han i december 1855 blevet amtmand i Frederiksborg Amt og kom derved til at stå i et nærmere personligt forhold til kong Frederik VII og dennes ægtefælle; han blev i december 1858 kammerherre. Dette var sikkert medvirkende til, at han efter ministeriet Hall Is afgang 2. december 1859 blev konseilspræsident og justitsminister samt midlertidig minister for Holsten. Det ministerium, han således dannede, var vistnok langt fra at være et Venstre- eller Bondevenneministerium – foruden Rotwitt selv hørte kun V.A. Borgen til Bondevennerne –, men det stod dog i skarp modsætning til dets nærmeste forgænger, som var af ren nationalliberal farve, og blev straks hilst med stor velvilje af Folketingets flertal, men med lige så stærk mistillid af de den gang rådende kredse og af hovedstadens befolkning.
Som justitsminister gjorde Rotwitt det første skridt til at få retsbetjentene satte på fast lønning (sagen ordnedes 1861 af hans eftermand) og til at få afgjort et længe omtvistet spørgsmål om erklæringers meddelelse til ansøgere og klagere, hvilket han allerede 1852 som udvalgsmedlem havde haft lejlighed til at give sig af med, i det han da forgæves søgte at gennemføre et mæglingsforslag. Endvidere gav Christian von Jessen som indenrigsminister stødet til en ny kommunal valglov for købstæderne og til genoptagelse af spørgsmålet om jernbaner i Nørrejylland, medens Borgen ville forberede præsternes faste lønning. Men hvorvidt ministeriet Rotwitt ville have formået at lede udviklingen ind i et raskere og mere demokratisk spor, endsige om det havde kunnet fremkalde en løsning af striden med Tyskland (der påtænktes åbenbart en bestemtere udskillelse af Holsten), det kom til at stå hen i det uvisse, da ministeriet efter kun to måneders beståen opløstes ved Rotwitts pludselige død 8. februar 1860.

## Eftermæle
Dog havde Rotwitt i den korte tid vundet almindelig agtelse ved sin dygtighed, selv hos politiske modstandere, og man erkendte fra alle sider, at hans bortgang var et stort tab for landet. Hans jordefærd foregik under megen højtidelighed, N.F.S. Grundtvig holdt ligtalen, og i ligfølget var bl.a. de 500 bønder, som fra alle landets egne var sendte ind til kongen i anledning af Frederiksborg Slots brand. I april 1862 sattes på Rotwitts grav på Assistens Kirkegård et mindesmærke, "rejst af Kong Frederik VII, det menige Folk og dets Venner". Rotwitt var blevet Ridder af Dannebrog 1853 og Dannebrogsmand 1858.
Rotwitt havde 7. november 1839 ægtet Albertine Georgine Ratenburg, datter af kancelliråd, by- og birkeskriver P. H. Ratenburg i Hillerød (d. 1830). Hun døde 7. juli 1891, 79 år gammel.